# ادام بوچنسکی

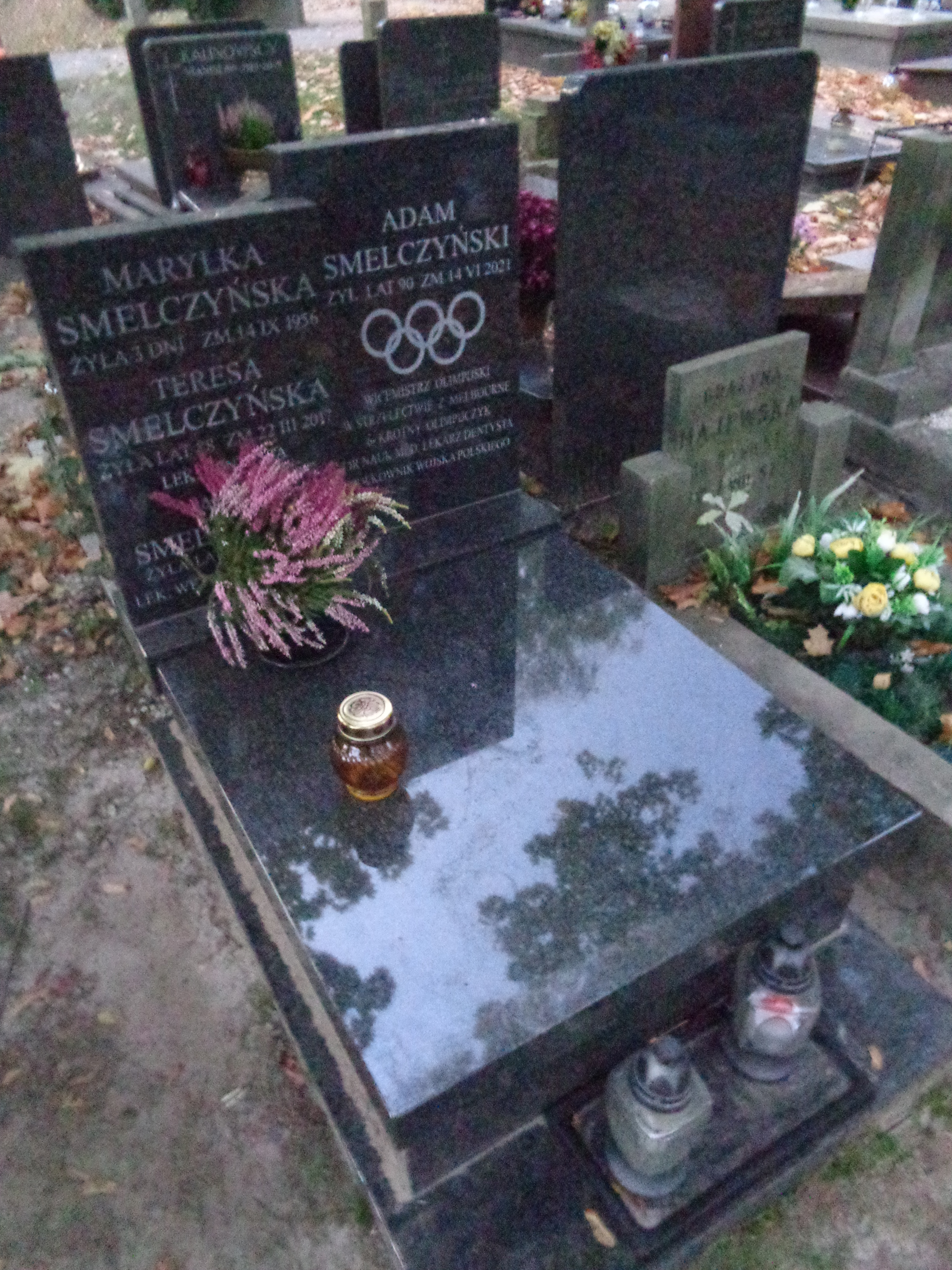
نمایی از سنگ‌مزار ادام بوچنسکی

ادام بوچنسکی (انگلیسی: Adam Smelczyński; ۱۴ سپتامبر ۱۹۳۰ – ۱۴ ژوئن ۲۰۲۱) ورزشکار ورزش تیراندازی اهل لهستان بود.
وی در مسابقات کشوری و بین‌المللی در مجموع برندهٔ ۱ مدال نقره شده‌است.